# Syr de Gênes
Syr de Gênes  (Gênes, IVe siècle - Gênes, 29 juin 381) est un évêque de Gênes vénéré comme saint par l'Église catholique et l'Église orthodoxe.

## Biographie
Sa vie est hagiographique. Il naît à Molassana où se trouve aujourd'hui l'église Saint Syr de Struppa (it). Étant enfant, il a un merle comme animal de compagnie ; un jour, en rentrant de l'école, il le trouve mort et le ramène à la vie par un
application de salive. Une autre fois, en marchant sur les falaises de Gênes, il voit un navire sous une brise régulière et souhaite le voir resté immobile. Le vent cesse aussitôt et le bateau s'arrête comme s'il a jeté l'ancre. Après être monté à bord, le vent revient et l'embarcation peut atteindre le port. Ses parents le confient à saint Félix (it) pour l'éduquer et l'ordonne diacre. Un jour qu'il aide à la messe, Syr voit comme une main brillante au dessus de lui. Il tremble et se jette par terre et reste dans cette position jusqu'à la fin de l'office. L'évêque Félix l'envoie à la Villa Matutia (aujourd'hui Sanremo) pour aider le prêtre Ormisda, dans sa fonction de chorévêque.
À Sanremo, Syr libère du diable la fille du questeur Galliano. À Tabia (Taggia), il pratique un exorcisme sur la fille d'un certain Gallione, qui se convertit au christianisme et donne à l'Église de vastes possessions. Après quelques années, Syr est rappelé à Gênes par l'évêque Félix. À la mort de ce dernier, il est acclamé évêque de la ville. Les sources s'accordent à indiquer que la durée de son épiscopat est de trente ans.
La légende raconte qu'à cette époque, à Gênes, un grand basilic vit au fond d'un puits et infecte de son haleine les hommes et les animaux. Saint Syr, après un triduum de prières et de pénitences, se rend au puits, y jette un seau et ordonne au basilic d'y entrer. L'animal obéit et après l'avoir tiré du puits, Syr lui ordonne de sauter dans la mer ; la bête plonge dans l'eau et disparaît à jamais. Cette histoire est probablement une allégorie de la lutte menée par le saint pour combattre l'arianisme, symbolisée par l'animal monstrueux.
Sur la Via San Pietro della Porta, située près du port de Gênes, se trouve une plaque de marbre représentant saint Syr dont la crosse est dans la gueule du monstre ; avec une inscription en latin : Hic est puteus ille ex quo Beatissimus Syrus Episcopus quondam Januensis exthrasit dyrum serpentem nominem basiliscum MCCCCCLXXX (Voici le puits d'où le bienheureux Syr, évêque de Gênes, a fait sortir le terrible serpent nommé basilic 1580).

## Culte
Il est enterré à Gênes, dans la basilique des douze apôtres, qui est ensuite nommée basilique San Siro. Le martyrologe romain place sa mort le 29 juin, probablement en 381, mais dans les églises liguriennes qui lui sont dédiées sa fête est célébrée le 7 juillet, jour de la translation de ses reliques dans la cathédrale génoise le 7 juillet 1019 par l'évêque Landolf Ier.
On raconte que pendant que son corps est amené à la basilique, un libyen recueille avec un mouchoir le sang que l'évêque perd de son nez. Lorsque l'homme retourne dans son pays, le mouchoir accomplit de nombreux miracles. Outre celles déjà mentionnées à Gênes et Struppa, d'autres églises portant son nom sont situées à Nervi, Campomorone et Bargagli. La cocathédrale de San Remo lui est dédiée. Les reliques du saint seraient conservées en partie dans le maître-autel de la cathédrale de San Lorenzo, et en partie dans le maître-autel de la basilique de saint Syr, ainsi que celles des trois saints évêques Valentin, Félix et Romule.